# Дарио Шарић
Дарио Шарић (Шибеник, 8. април 1994) јесте хрватски кошаркаш. Игра на позицији крила, а тренутно наступа за Сакраменто кингсе.
На НБА драфту 2014. одабрао га је Орландо меџик као дванаестог пика. Придружио се Филаделфији севентисиксерсима 2016. за које је наступао наредне две године пре но што је прослеђен Минесоти тимбервулвсима. У Минесоти је остао једну сезону па је послат у Финикс сансе 2019. У Сансима је остао четири сезоне, а 2023. је отишао у Оклахому Сити тандер у склопу још једног трејда. Наредне године је отишао у Голден Стејт вориорсе. Од 2024. игра за Денвер.

## Биографија
Рођен је 1994. у Шибенику. Родитељи су му били кошаркаши. Отац му је Предраг Шарић, бивши кошаркаш шампионске генерације Шибенке. Мајка му је Веселинка Шарић (рођ. Црвак), бивша кошаркашица Елемеса из Шибеника. Сестра Дана такође је кошаркашица. Оба су му родитеља Срби, родом из Ђеврсака код Книна.
Сениорску каријеру започео је потписивањем за Зрињевац у сезони 2009/10, али је већ у децембру 2009. прешао у клуб Загреб у коме је практично остао до 2012. године, иако је током сезоне 2010/11. играо и за Дубраву. Паралелно са све запаженијим минутима у сениорској конкуренцији, Шарић је низао успехе у млађим категоријама, па је тако 2011. са Загребом освојио Евролигу за јуниоре и био изабран за најкориснијег играча турнира.
У новембру 2012. прешао је у Цибону у којој се задржао до завршетка сезоне 2013/14. Године 2013. је са њима освојио хрватско првенство и куп, али је до пуне играчке афирмације стигао у сезони 2013/14. Тада је постао кључни играч Цибоне и повео је до прве титуле првака Јадранске лиге у историји клуба, а проглашен је за најкориснијег играча и у регуларном делу сезоне и у завршници овог регионалног такмичења.
У јуну 2014. потписао је за турски Анадолу Ефес. Са њима је провео наредне две сезоне, у којима је освојио Куп и Суперкуп Турске за 2015. годину.
На НБА драфту 2014. одабрао га је Орландо меџик као 12. пика. Одмах је мењан са Филаделфија севентисиксерсима за Елфрида Пејтона.
За сениорску репрезентацију Хрватске дебитовао је у квалификацијама за Европско првенство у кошарци 2013. Са репрезентацијом Хрватске освојио је 4. место на Европском првенству 2013. У млађим категоријама националног тима Шарић је освојио две златне медаље — на Европском првенству за кадете (2010), као и јуниоре (2012), а на оба ова такмичења изабран је за најкориснијег играча.

## Успеси

### Клупски
- Цибона:
  - Првенство Хрватске (1): 2012/13.
  - Куп Хрватске (1): 2013.
  - Јадранска лига (1): 2013/14.
- Анадолу Ефес:
  - Куп Турске (1): 2015.
  - Суперкуп Турске (1): 2015.

### Репрезентативни
- Европско првенство до 16 година:  2010.
- Европско првенство до 18 година:  2012.

### Појединачни
- Најкориснији играч Европског првенства до 16 година (1): 2010.
- Најкориснији играч Европског првенства до 18 година (1): 2012.
- Најкориснији играч Јуниорског турнира Евролиге (1): 2011.
- Најкориснији играч Јадранске лиге (1): 2013/14.
- Најбољи млади играч Јадранске лиге (1): 2013/14.
- Најкориснији играч финала Јадранске лиге (1): 2013/14.
- Идеална стартна петорка Јадранске лиге (1): 2013/14.
- Идеални тим новајлија НБА (1): 2016/17.